# Парк-Ридж (Вісконсин)
Парк-Ридж (англ. Park Ridge) — селище (англ. village) в США, в окрузі Портедж штату Вісконсин. Населення — 530 осіб (2020).

## Географія
Парк-Ридж розташований за координатами 44°31′12″ пн. ш. 89°32′47″ зх. д. / 44.52000° пн. ш. 89.54639° зх. д. (44.520050, -89.546265).  За даними Бюро перепису населення США в 2010 році селище мало площу 0,58 км², уся площа — суходіл.

## Демографія
Згідно з переписом 2010 року, у селищі мешкала 491 особа в 217 домогосподарствах у складі 137 родин. Густота населення становила 852 особи/км².  Було 228 помешкань (396/км²).
Расовий склад населення:
| - 91,4 % — білих - 4,9 % — азіатів - 2,2 % — чорних або афроамериканців - 0,2 % — корінних американців |

До двох чи більше рас належало 1,2 %. Частка іспаномовних становила 0,4 % від усіх жителів.
За віковим діапазоном населення розподілялося таким чином: 23,4 % — особи молодші 18 років, 49,3 % — особи у віці 18—64 років, 27,3 % — особи у віці 65 років та старші. Медіана віку мешканця становила 50,6 року. На 100 осіб жіночої статі у селищі припадало 86,7 чоловіків;  на 100 жінок у віці від 18 років та старших — 76,5 чоловіків також старших 18 років.
Середній дохід на одне домашнє господарство  становив 80 856 доларів США (медіана — 63 889), а середній дохід на одну сім'ю — 96 000 доларів (медіана — 72 375). За межею бідності перебувало 3,2 % осіб, у тому числі 3,3 % дітей у віці до 18 років та 3,3 % осіб у віці 65 років та старших.
Цивільне працевлаштоване населення становило 252 особи. Основні галузі зайнятості: освіта, охорона здоров'я та соціальна допомога — 30,2 %, виробництво — 14,7 %, роздрібна торгівля — 14,3 %.